# ارملک
ارملک، روستایی از توابع بخش مرکزی شهرستان رابر در استان کرمان ایران است.

## جمعیت
این روستا در دهستان رابر قرار دارد و براساس سرشماری مرکز آمار ایران در سال ۱۳۸۵، جمعیت آن ۶۵ نفر (۱۴خانوار) بوده‌است.